# Torschützenkönig
Als Torschützenkönig wird der Spieler einer Sportart bezeichnet, der innerhalb eines Wettbewerbs, entweder einer Saison oder eines Turniers, die meisten Tore erzielt hat.

## Liste von Torschützenkönigen
→ Siehe auch: Kategorie:Liste (Torschützenkönige)

### Fußball
- Deutschland: Männer – Frauen
- Belgien
- Brasilien
- England
- Frankreich
- Griechenland
- Österreich
- Polen
- Schweiz
- Spanien (Pichichi)
- Türkei

- Fußball-Weltmeisterschaft
- Fußball-Europameisterschaft

### Handball
- Deutschland